# Esholt
Esholt – wieś w Anglii, w hrabstwie ceremonialnym West Yorkshire, w dystrykcie metropolitalnym Bradford. Leży 14 km na północny zachód od miasta Leeds i 283 km na północ od Londynu. Miejscowość liczy 1495 mieszkańców.